# Natuurverschijnsel

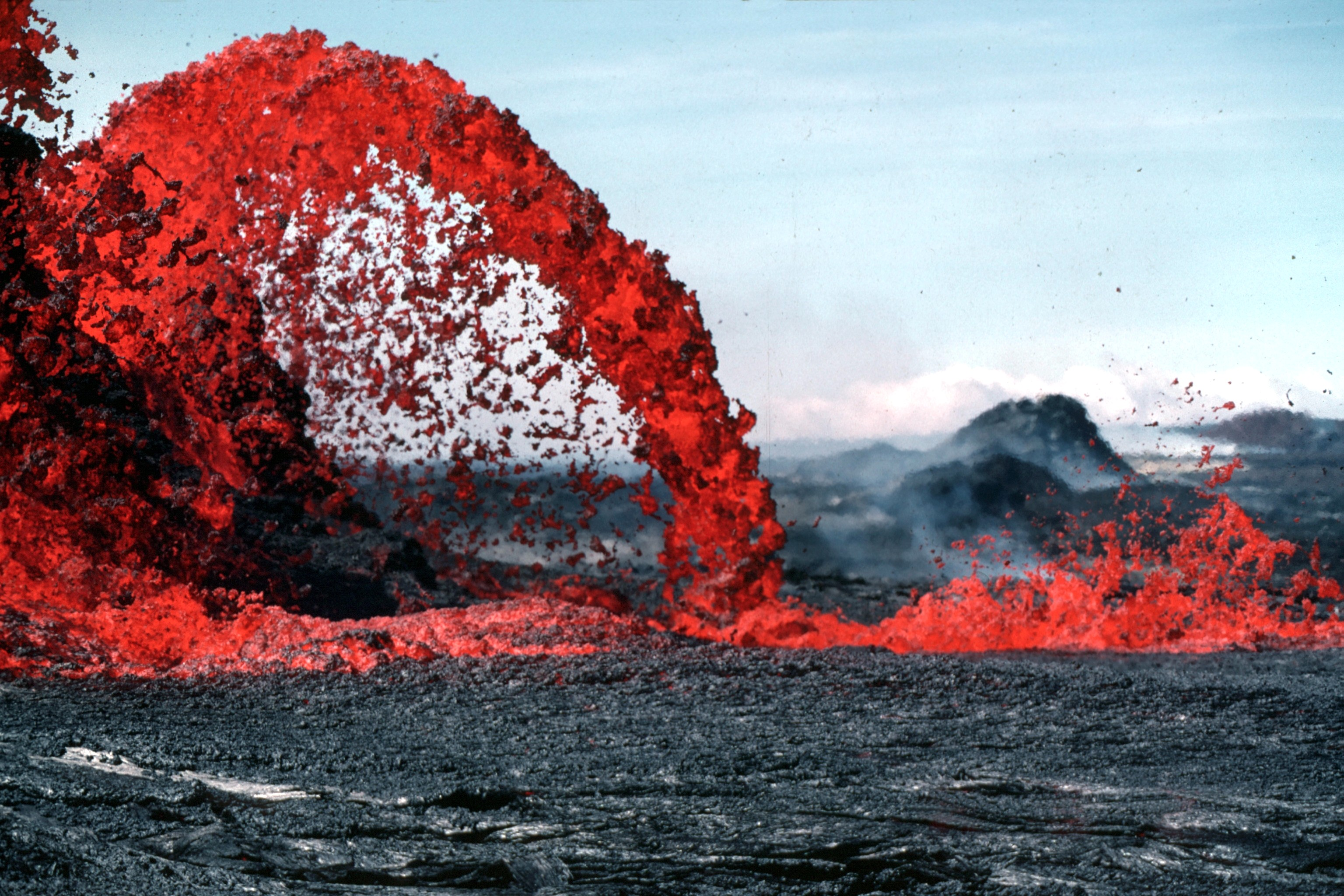
Lavafontein

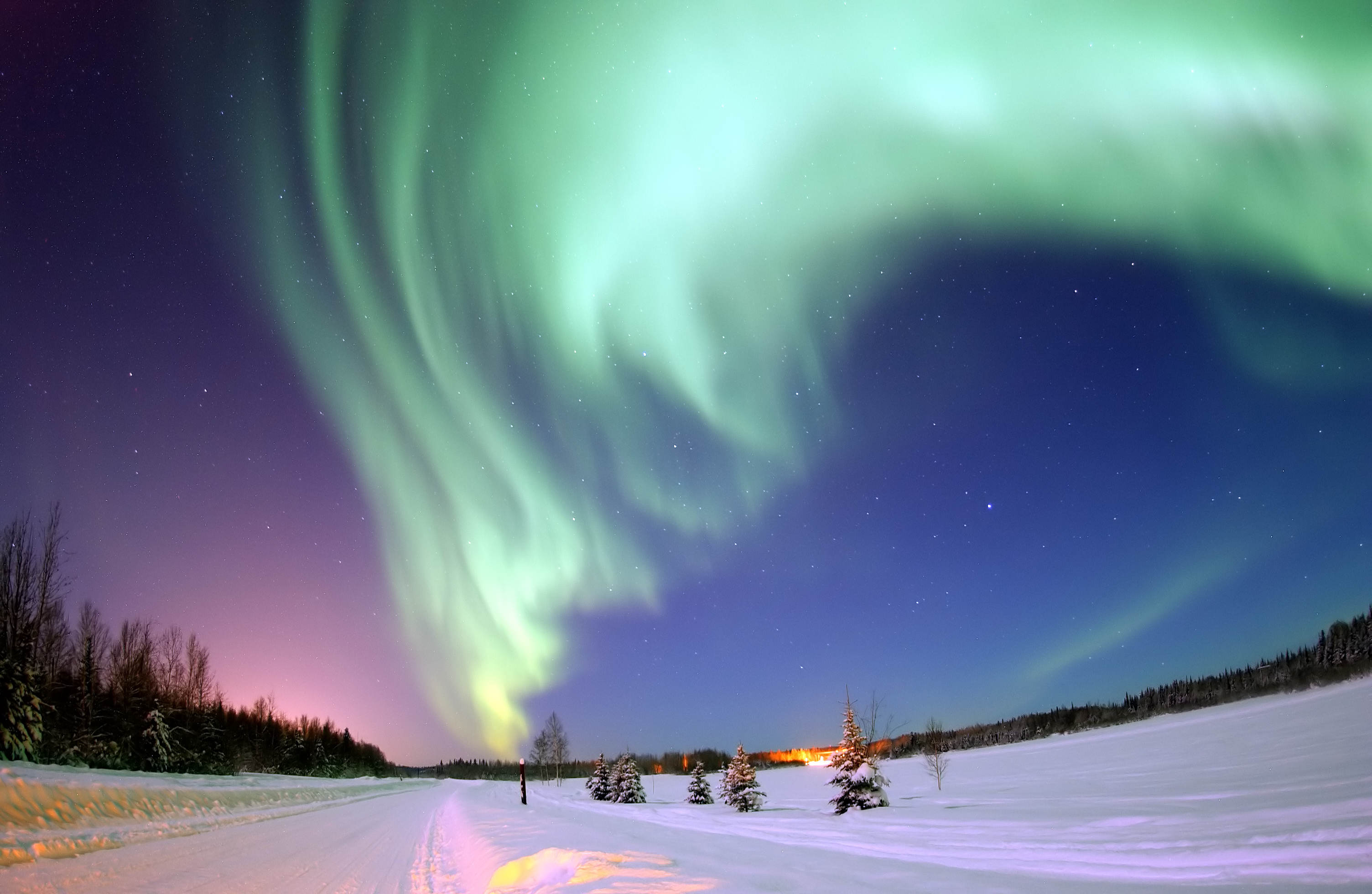
Noorderlicht

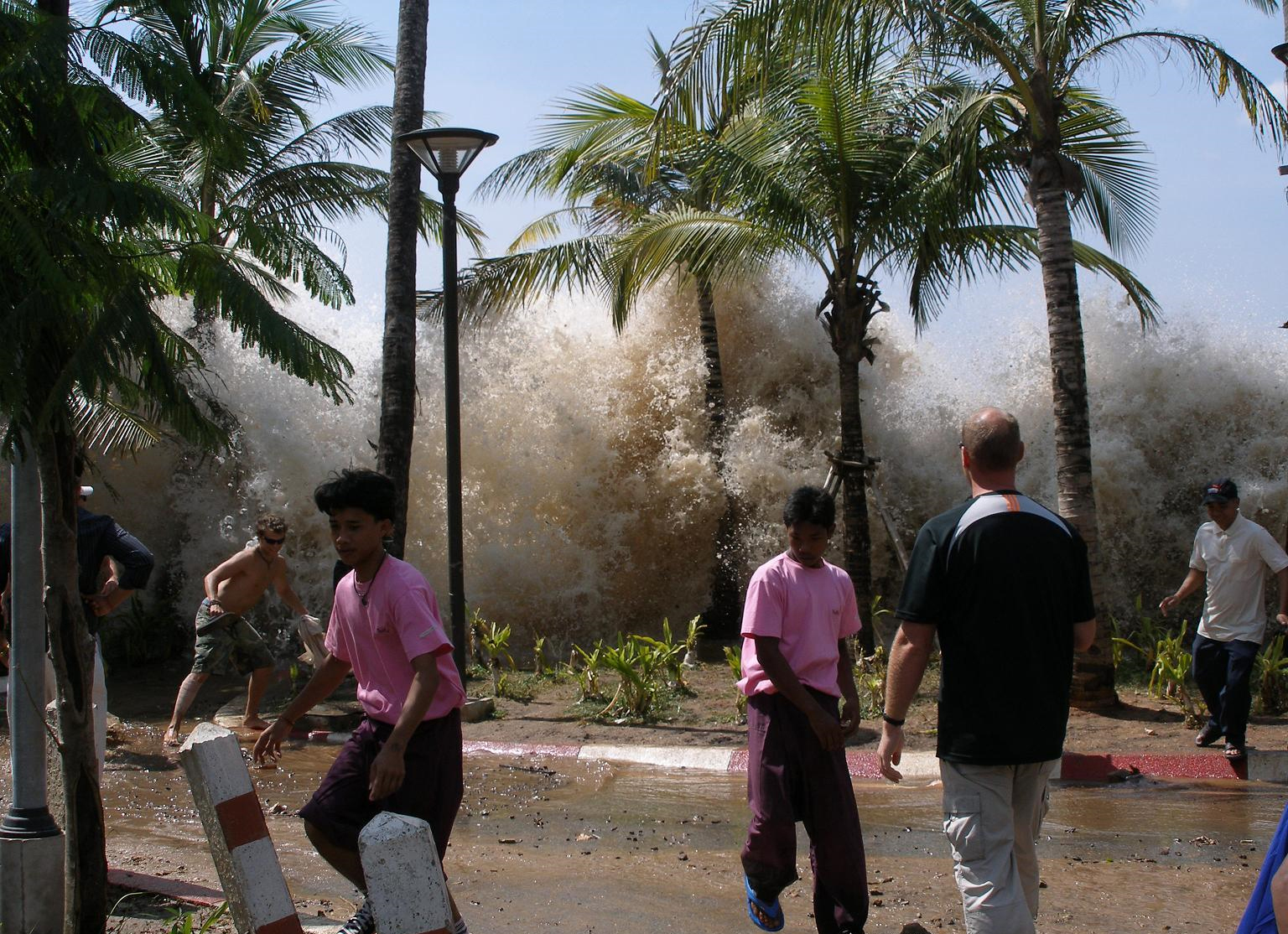
Tsunami in 2004 in Thailand

Onder een natuurverschijnsel verstaat men een opvallend verschijnsel dat niet is veroorzaakt door de mens maar zijn oorsprong vindt in de natuur. Hierbij gaat het gewoonlijk om een verschijnsel dat slechts zelden voorkomt, wat zeggen wil dat het op een bepaalde plaats niet vaak gezien wordt, dan wel dat het slechts op enkele plaatsen ter wereld valt te aanschouwen.
Vaak betreft het indrukwekkende en soms onbegrepen verschijnselen die te maken hebben met de atmosfeer, uiteenlopend van tornado's tot het poollicht. Ook geologische verschijnselen, zoals die welke voortkomen uit het vulkanisme, worden natuurverschijnselen genoemd. De aandacht trekkende zaken van biologische oorsprong, zoals het lichten der zee of het optreden van zwermen en dergelijke, worden eveneens als zodanig aangemerkt.

## Ruime betekenis
In de ruime betekenis (aldus het Woordenboek der Nederlandsche Taal) heeft een natuurverschijnsel betrekking op alles wat voorkomt in de natuur dan wel op alles wat door de beoefenaar van de natuurwetenschap wordt waargenomen. Een dergelijke definitie zou echter alomvattend zijn. In het dagelijks spraakgebruik beperkt men de betekenis daarom tot opvallende verschijnselen.